# Gimmesjön
Gimmesjön är en sjö i Tidaholms kommun i Västergötland och ingår i Göta älvs huvudavrinningsområde. Sjön har en area på 0,45 kvadratkilometer och ligger 186 meter över havet. Sjön avvattnas av vattendraget Tidan.

## Delavrinningsområde
Gimmesjön ingår i det delavrinningsområde (644065-138690) som SMHI kallar för Nedlagd mätstation. Avrinningsområdets medelhöjd är 224 meter över havet och ytan är 11,47 kvadratkilometer. Räknas de 27 delavrinningsområdena uppströms in blir den ackumulerade arean 502,69 kvadratkilometer. Tidan som avvattnar avrinningsområdet har biflödesordning 2, vilket innebär att vattnet flödar genom totalt 2 vattendrag innan det når havet efter 331 kilometer. Delavrinningsområdet består mestadels av skog (57 procent), öppen mark (11 procent) och jordbruk (26 procent). Avrinningsområdet har 0,45 kvadratkilometer vattenytor vilket ger det en sjöprocent på 3,9 procent.